# カルコ
カルコ（伊: Calco）は、イタリア共和国ロンバルディア州レッコ県にある、人口約5,400人の基礎自治体（コムーネ）。

## 地理

### 位置・広がり
レッコ県南部のコムーネ。県都レッコから南へ15kmの距離にある。

#### 隣接コムーネ
隣接するコムーネは以下の通り。括弧内のBGはベルガモ県所属を示す。
- ブリーヴィオ
- インベルサーゴ
- メラーテ
- オルジャーテ・モルゴラ
- ポンティーダ (BG)
- ヴィッラ・ダッダ (BG)

### 地勢・地形
- 河川：アッダ川

### 気候分類・地震分類
気候分類では、zona E, 2471 GGに分類される。
また、イタリアの地震リスク階級 (it) では、zona 3 (sismicità bassa) に分類される。

## 姉妹都市
- Náquera、スペイン
- Saint-Germain-Laprade、フランス